# Lyngerup
Lyngerup is een plaats in de Deense regio Hovedstaden, gemeente Frederikssund, en telt 249 inwoners (2007).